# Amnichad von Fulda
Amnichad von Fulda († 30. Januar 1043) war ein Benediktinermönch, der sein Leben im Kloster Fulda als Inkluse beschloss. In der katholischen Kirche wird er als Seliger verehrt.
Amnichad wurde in Schottland geboren. Er wurde Mönch und trat in ein Kloster auf der Insel Inis Cealtra im Lough Derg in Irland ein. Angeblich musste er den Konvent auf Befehl des Abtes verlassen, weil er fremden Mönchen, die das Kloster besuchten, ohne Erlaubnis zu trinken gab. Er reiste nach Fulda, wo er sich im dortigen Kloster zu Askese und Gebet in der Krypta unter der Totenkapelle, der heutigen Michaelskirche, einmauern ließ. Bis zu seinem Tod soll er zwanzig Jahre an diesem Ort verbracht haben. Verehrung wurde ihm auch deshalb zuteil, weil an seinem Sarkophag verschiedene Wunder geschehen sein sollen.
Amnichads Gedenktag ist der 30. Januar.